# Conversation(s) With Other Women
Conversation(s) With Other Women ist ein Film von Hans Canosa aus dem Jahr 2005 mit Helena Bonham Carter und Aaron Eckhart in den Hauptrollen.

## Handlung
Während einer Hochzeitsfeier in New York City lädt ein Mann (Eckhart) eine Frau (Bonham Carter) zu einem Glas Champagner ein, woraufhin sie ihm sagt, dass sie nicht mehr trinke aber rauchen wäre kein Problem. Sie fangen an zu flirten und ein Gespräch beginnt. Unter anderem sprechen sie über frühere Beziehungen, ihr gemeinsames Alter und den Unterschied zwischen Anwälten und Ärzten. Der Mann redet über bestimmte gemeinsame Erinnerungen.
Obwohl die beiden wissen, dass der andere bereits vergeben ist, landen sie schließlich zusammen in einem Hotelzimmer, wo sie sich näherkommen und die Nacht zusammen verbringen. Die Frau erinnert daran, dass ihr Flug zurück nach London bereits am frühen Morgen startet. Ihre gemeinsamen Erinnerungen und Enthüllungen deuten darauf hin, dass die beiden über sich geredet haben und früher miteinander verheiratet waren.
Die beiden verlassen das Hotel gemeinsam, steigen aber in verschiedene Taxis. Der Film endet in Zweideutigkeit, als sie sich unabhängig voneinander mit ihren Fahrern über die Zukunft und Problematik des Glücklichseins unterhalten.

## Besonderheiten
Der Film wendet die sogenannte Split-Screen-Technik an, zu deutsch Bildschirmaufteilung. Um das zu ermöglichen, gab es während der Dreharbeiten zwei Kameras, eine filmte Helena Bonham Carter, die andere Aaron Eckhart. Der fertige Film erzählt somit aus zwei Sichtweisen.
Er war innerhalb von nur 12 Tagen abgedreht, mit einem Drehbuch von 82 Seiten. Der Film ist außerdem eine unabhängige Produktion und fand Vertriebe in mehr als 30 Ländern.

## Veröffentlichung
Conversations with Other Women feierte Premiere beim Telluride Film Festival und war anschließend auf zahlreichen Filmfestivals der Welt zu sehen. Darunter beim Tokyo International Film Festival, South by Southwest Filmfestival, Seattle International Film Festival, Los Angeles Film Festival, São Paulo International Film Festival, Rio International Film Festival und auch beim Hamburg Film Festival.
In die Kinos kam der Film zunächst in Frankreich, am 7. Juni 2006. In den USA erschien er dann am 11. August 2006 und spielte in nur 14 Städten, erreichte jedoch sehr positive Bewertungen bei den Kritikern. In Großbritannien lief der Film später ab dem 18. Mai 2007 in den Kinos.
Auf DVD erschien der Film dann in einigen Ländern, wie Australien, Thailand, Spanien, Italien, Holland, Belgien, Schweden, Brasilien, Griechenland, Russland oder Portugal. In Deutschland erschien er am 30. April 2009 erstmals auf DVD und Blu-Ray, unter dem Label der HMH – Hamburger Medien Haus.

## Kritik
„Kammerspielartig fokussiert auf die beiden Hauptfiguren und ihre Kommunikation, reflektiert der Film intelligent und berührend über enttäuschte Erwartungen und den Irrgarten zwischen Realität und Romantik.“

## Preise
- 2005: Special Jury Price für Hans Canosa sowie Best Actress Award für Helena Bonham Carter beim Tokyo International Film Festival
- 2007: Evening Standard British Film Award in der Kategorie Best Actress für Helena Bonham Carter